# كييل سفينسون
كييل سفينسون (بالسويدية: Kjell Svensson)‏ هو لاعب هوكي الجليد سويدي، ولد في 10 سبتمبر 1938 في سودرتاليا في السويد.

## وصلات خارجية
- كييل سفينسون على موقع EliteProspects.com (الإنجليزية)
- كييل سفينسون على موقع Eurohockey.com (الإنجليزية)
- كييل سفينسون على موقع أوليمبيديا (الإنجليزية)
- كييل سفينسون على موقع اللجنة الأولمبية السويدية (السويدية)